# McFarlan (Caroline du Nord)
McFarlan est une ville des États-Unis située dans le comté d'Anson et l’État de Caroline du Nord.
Au recensement de 2010, sa population était de 117 habitants.

## Source
- (en) Cet article est partiellement ou en totalité issu de l’article de Wikipédia en anglais intitulé « McFarlan, North Carolina » (voir la liste des auteurs).